# سيربونيون
سيربونيون (بالإنجليزية: Cirebonese)‏، هم مجموعة عرقية تركز على مدينة سيربون في الجزء الشمالي من جزيرة جاوة في إندونيسيا.الذين بلغ تعدادهم نحو 1.9 مليون في سنة 2000م، والسيربونيون في الغالب مسلمين. اللغة التي يتحدث بها السيربونيون هي خليط من الجاوية واللغة السوندية، مع تأثير أثقل من الجاوية. عموما يمكن اعتبار السيربونية كلغة مستقلة بعيدة عن الجاوية والسوندية.